# Synchiropus stellatus
Synchiropus stellatus, conosciuto comunemente come pesce mandarino stellato, è un pesce d'acqua salata, appartenente alla famiglia dei Callionymidae.

## Distribuzione e habitat
Oceano Indiano, Mozambico, Maldive, Sri Lanka, Indonesia.

## Descrizione
Raggiunge i 7.5 cm

## Biologia
Corpo cilindrico rosa chiaro con macchie marrone rosato diffuse. Testa molto evidente come lo sono i bulbi oculari che sporgono al di sopra del capo. Questa caratteristica gli serve per facilitare l'insabbiamento notturno. Privo di squame e dotato di 2 pinne dorsali. 
Specie molto solitaria, il maschio accetta nel proprio territorio solo individui di sesso femminile. Passa le giornate sui fondali alla ricerca di piccoli crostacei ma senza danneggiare in nessun modo la barriera corallina.

## Riproduzione
Il maschio è caratterizzato dal forte sviluppo della pinna dorsale anteriore che assume la forma di una sorta di stella decorata.
L'accoppiamento dei pesci mandarino avviene di notte simile S. splendidus.

## Acquariofilia
Pesce adatto alla vita di barriera corallina. È consigliabile inserirlo in vasche da tempo avviate in cui la microfauna è ben sviluppata.
Non di semplice allevamento a causa della forte richiesta alimentare. Accetta anche cibo secco o congelato.